# Artillery Wood Cemetery
Artillery Wood Cemetery is een Britse militaire begraafplaats met gesneuvelden uit de Eerste Wereldoorlog, gelegen in het Belgische dorp Boezinge, een deelgemeente van Ieper. De begraafplaats ligt ruim een kilometer ten oosten van het dorpscentrum en werd ontworpen door Reginald Blomfield. Het terrein heeft trapeziumvormig grondplan met een oppervlakte van 4.435 m² en is omgeven door een bakstenen muur. Vooraan links staat het Cross of Sacrifice en rechts de Stone of Remembrance met daartussen het bakstenen toegangsgebouw. De begraafplaats wordt onderhouden door de Commonwealth War Graves Commission.  
Er worden 1.307 doden herdacht, waaronder 506 niet geïdentificeerde.

## Geschiedenis
De begraafplaats ligt iets ten oosten van het Ieperleekanaal, vlak bij de frontlinie. Net ten zuiden van de locatie lag een bosje dat de Britten "Artillery Wood" noemden. Eind juli 1917 heroverden de Britten (Guards Division) bij de Slag om Pilckem Ridge het gebied op de Duitsers. Na deze strijd werd de begraafplaats aangelegd. Ze bleef in gebruik tot maart 1918 en aan het einde van de oorlog lagen er 141 doden. Daarna werd de begraafplaats uitgebreid met meer dan 1.000 gesneuvelden die werden overgebracht uit de omliggende slagvelden en uit een aantal kleinere begraafplaatsen. Die ontruimde begraafplaatsen waren onder meer Brissein House Cemetery in Bikschote, Boesinghe Chateau Grounds Cemetery in Boezinge en Captain's Farm Cemetery in Langemark. 
Onder de geïdentificeerde doden zijn er 783 Britten, 17 Canadezen en 1 Nieuw-Zeelander. Voor 12 slachtoffers werden Special Memorials opgericht omdat hun graven niet meer gevonden werden en men aanneemt dat ze onder naamloze grafstenen liggen.
De begraafplaats werd in 2009 als monument beschermd.

## Graven
Op de begraafplaats liggen twee bekende oorlogsdichters:
- Francis Ledwidge en Ellis Humphrey Evans, beter bekend als Hedd Wyn.

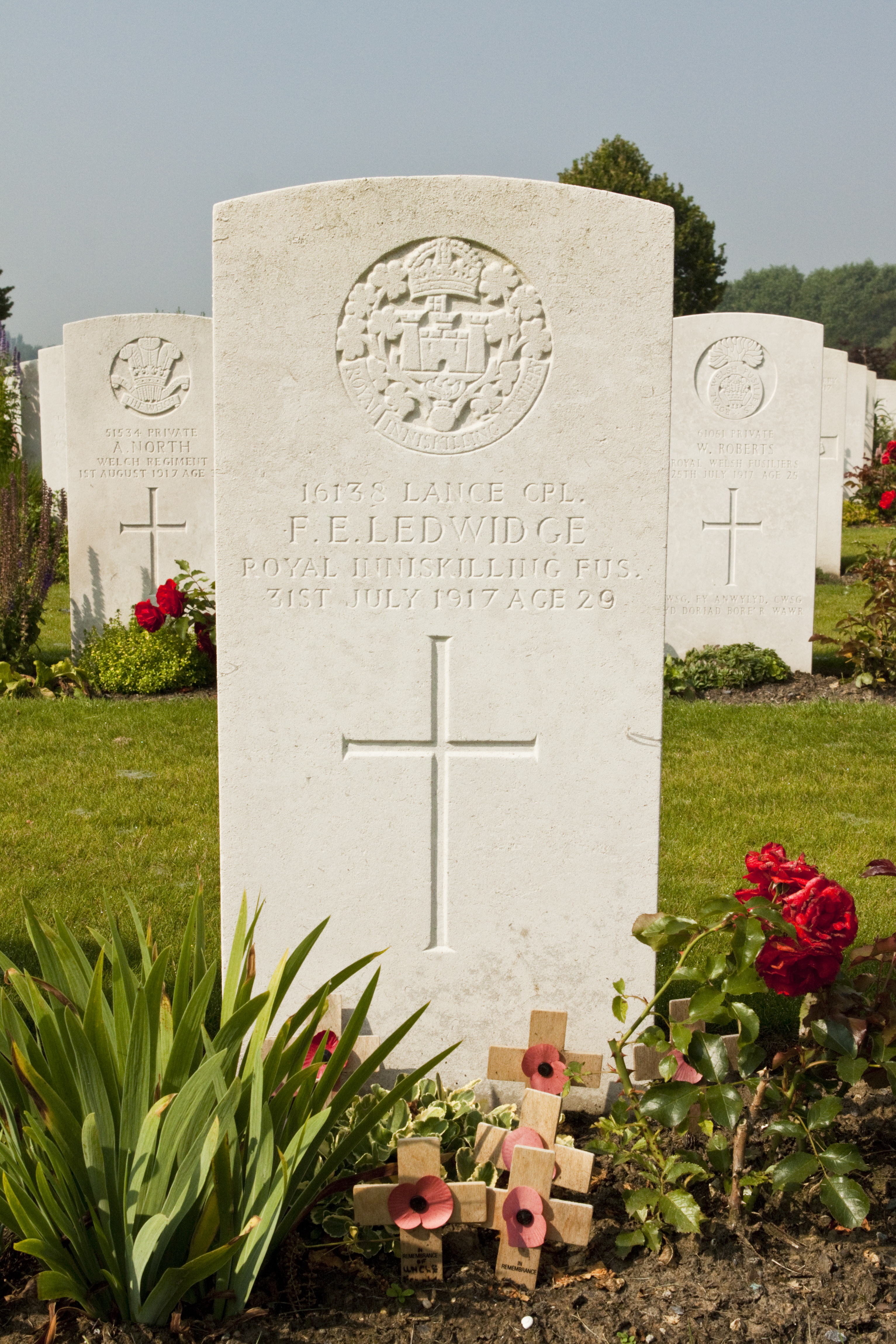
Graf van dichter F.E. Ledwidge
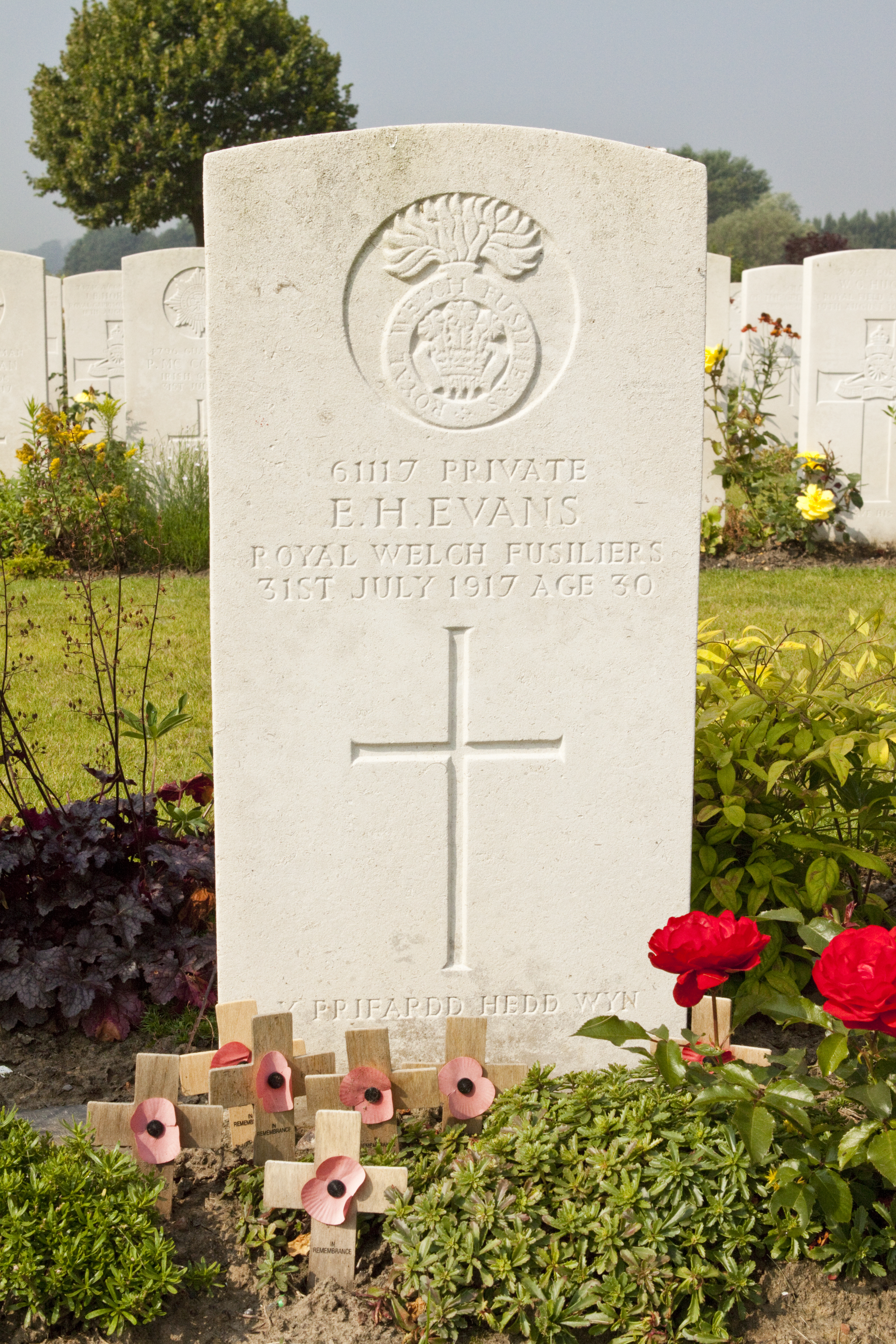
Graf van dichter E.H. Evans

### Onderscheiden militairen
- G.S. Rigg, luitenant bij het York and Lancaster Regiment werd onderscheiden met de Distinguished Service Order (DSO).
- Harold Serginson, kapitein bij de Northumberland Fusiliers en Henry Jepson Paddison, kapitein bij het Worcestershire Regiment werden onderscheiden met het Military Cross (MC).
- compagnie sergeant-majoor W.J. Rolfe, sergeanten R. Doughty en W. Harvey en soldaat Harry Gamble ontvingen de Distinguished Conduct Medal (DCM).
- de sergeanten J. Smith, A. Fitzgerald, W.H. Batchelor, R.J. Powell, S. Stephens en G.H. Stringer, de korporaal J. White en de soldaten C.W. Lowe, D. Sutherland, C.A. Elliott en T. Rose ontvingen de Military Medal (MM).

### Aliassen
- kanonnier C.F. Little diende onder het alias C. Read bij de Royal Field Artillery.
- soldaat A. McDermid diende onder het alias A. McDougall bij de Argyll and Sutherland Highlanders.